# 傑尼斯·伊萬諾維奇·馮維辛

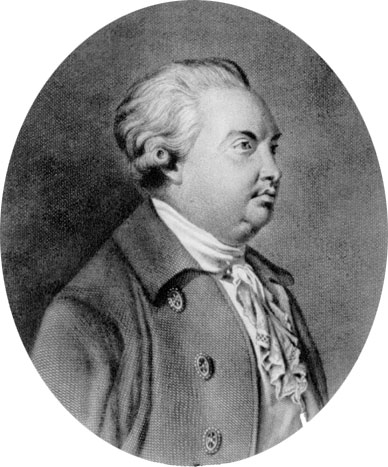
杰尼斯·伊万诺维奇·冯维辛

杰尼斯·伊万诺维奇·冯维辛（俄語：Дени́с Ива́нович Фонви́зин，1745年4月3日—1792年12月1日）是18世纪俄罗斯讽刺作家、戏剧家。

## 生平及创作
冯维辛1745年4月3日出生于莫斯科的一个有利沃尼亚血统的贵族家庭。他4岁时开始识字，10岁时进入莫斯科大学附属学校，1760年进入莫斯科大学，开始发表作品。两年后，他进入外交部担任翻译，后来曾在负责管理剧院的内阁大臣叶拉金手下担任秘书，在这期间他接受了启蒙主义思想。他早期的文学活动主要是翻译一些具有道德训诫意义的外国作品。1763年，他发表了揭露欺骗和自私横行于世的现实的讽刺诗《给我的仆人舒米洛夫、万卡和彼得鲁什卡的信》，初露锋芒。
1769年，他完成了喜剧《旅长》，这是他第一部具有独创性的作品。在这部喜剧中，他讽刺和嘲笑了贵族的愚昧无知和道德堕落。《旅长》上演后获得巨大成功。在此之后，冯维辛结识了叶卡捷琳娜二世时期最有影响的重臣、立宪分子、外交大臣和太子教师潘宁伯爵，并且和他产生思想共鸣，成为其主要助手。1773年以后，潘宁为首的反对派在宫廷的影响逐渐削弱。1777—1778年间，冯维辛曾游历欧洲，在法国结识了达朗贝尔等名人。1782年他创作了其代表作——讽刺喜剧《纨绔少年》，上演时获好评。该剧展现了当时俄罗斯贵族地主生活的真实场景，他把批判锋芒指向“贵族自由令”颁布后(1762年)许多贵族放任自流的情况，含有反农奴制的尖锐内容。1783年成为俄罗斯科学院院士。
从80年代初开始，沙皇政府开始排斥贵族自由分子。1782年，潘宁不得不退职，冯维辛也随之离职。此后他写下了被称为“潘宁遗嘱”的文章《论国家大法之必要》，批判叶卡捷琳娜二世专制制度和宠臣制度，与此同时，正面提出了潘宁的立宪纲领。该文一直以手抄本形式流传，直到1905年才发表。从这时开始，他在叶卡捷琳娜二世支持的《俄罗斯语言爱好者谈话良伴》杂志上发表一些讽刺作品，其中最为尖锐的当属《某些能引起聪明和正直的人们特别注意的问题》(1783)，他的20多个问题都是针对现实十分迫切的社会情况提出的，而女皇化名为“《真话与谎话》的作者”发表反驳，并暗中限制作家的创作活动。
1785年，冯维辛骨折瘫痪，后期政治上的挫折和生理上的疾病使他的宗教情绪有所加强。1792年12月1日病逝。